# Puschkinia
Puschkinia es un género con dos especies de plantas con flores perteneciente a la subfamilia de las escilóideas dentro de las asparagáceas. Es originario de Turquía hasta Irán.

## Taxonomía
El género fue descrito por Johann Friedrich Adam   y publicado en Nova Acta Academiae Scientiarum Imperialis Petropolitanae. Praecedit Historia ejusdem Academiae 14: 164. 1805.

## Especies
- Puschkinia peshmenii Rix & B.Mathew, Bot. Mag. 24: 56 (2007).
- Puschkinia scilloides Adams, Nova Acta Acad. Sci. Imp. Petrop. Hist. Acad. 14: 164 (1805).